# Danh sách đơn vị hành chính cấp hương của Tứ Xuyên

## Tứ Xuyên

### Thành Đô
| Thành phố cấp phó tỉnh Thành Đô quản lí 20 đơn vị hành chính cấp huyện, trong đó quản lí trực tiếp 12 quận, 3 huyện và quản lí đại thể 5 thành phố cấp huyện. Các đơn vị hành chính cấp huyện này được chia thành 261 đơn vị hành chính cấp hương, bao gồm 161 nhai đạo và 100 trấn. | |
| Cẩm Giang | Nhai đạo |
| Cẩm Giang | Cẩm Quan Dịch, Đông Hồ, Cẩm Hoa Lộ, Xuân Hi Lộ, Thư Viện Nhai, Ngưu Thị Khẩu, Sa Hà, Sư Tử Sơn, Thành Long Lộ, Liễu Giang, Tam Thánh                                                                                           |
| Thanh Dương | Nhai đạo |
| Thanh Dương | Thảo Thị Nhai, Tây Ngự Hà, Thiếu Thành, Thảo Đường, Phủ Nam, Quang Hoa, Kim Sa, Hoàng Điền Bá, Tô Pha, Văn Gia, Thái Kiều, Khang Hà                                                                                            |
| Kim Ngưu | Nhai đạo |
| Kim Ngưu | Tây An Lộ, Tây Hoa, Hà Hoa Trì, Tứ Mã Kiều, Trà Điếm Tử, Phủ Cầm, Cửu Lý Đê, Ngũ Khối Thạch, Doanh Môn Khẩu, Kim Tuyền, Sa Hà Nguyên, Thiên Hồi Trấn, Phượng Hoàng Sơn                                                         |
| Vũ Hầu | Nhai đạo |
| Vũ Hầu | Tương Tẩy Nhai, Vọng Giang Lộ, Ngọc Lâm, Hỏa Xa Nam Trạm, Tấn Dương, Hồng Bài Lâu, Thốc Kiều, Cơ Đầu Kiều, Kim Hoa Kiều, Thốc Cẩm, Hoa Hưng, Phương Thảo Nhai, Tiêu Gia Hà, Thạch Dương, Quế Khê                               |
| Thành Hoa | Nhai đạo |
| Thành Hoa | Mãnh Truy Loan, Song Kiều Tử, Phủ Thanh Lộ, Nhị Tiên Kiều, Khiêu Đặng Hà, Song Thủy Niễn, Vạn Niên Tràng, Bảo Hòa, Thanh Long, Long Đàm, Bạch Liên Trì                                                                         |
| Long Tuyền Dịch | Nhai đạo |
| Long Tuyền Dịch | Long Tuyền, Đại Diện, Thập Lăng, Đồng An, Tây Hà, Bách Hợp, Đông An |
| Long Tuyền Dịch | Trấn |
| Long Tuyền Dịch | Lạc Đái, Hồng An, Sơn Tuyền |
| Thanh Bạch Giang | Nhai đạo |
| Thanh Bạch Giang | Đại Loan, Đại Đồng |
| Thanh Bạch Giang | Trấn |
| Thanh Bạch Giang | Di Mưu, Thành Sương, Diêu Độ, Thanh Tuyền, Phúc Hồng |
| Tân Đô | Nhai đạo |
| Tân Đô | Đại Phong, Tam Hà, Tân Đô, Tân Phồn, Thạch Bản Than, Ban Trúc Viên, Quế Hồ |
| Tân Đô | Trấn |
| Tân Đô | Thanh Lưu, Quân Truân |
| Ôn Giang | Nhai đạo |
| Ôn Giang | Liễu Thành, Công Bình, Dũng Tuyền, Thiên Phủ, Kim Mã, Vĩnh Ninh |
| Ôn Giang | Trấn |
| Ôn Giang | Hòa Thịnh, Vạn Xuân, Thọ An |
| Song Lưu | Nhai đạo |
| Song Lưu | Đông Thăng, Tây Hàng Cảng, Hoa Dương, Trung Hòa, Cửu Giang, Hoàng Giáp, Di Tâm, Vạn An, Chính Hưng, Hưng Long, Tiên Trà, Tân Hưng, Tịch Điền, Thái Bình, Vĩnh Hưng                                                             |
| Song Lưu | Trấn |
| Song Lưu | Bành, Hoàng Long Khê, Vĩnh An, Hoàng Thủy |
| Bì Đô | Nhai đạo |
| Bì Đô | Bì Đồng, An Đức, Hồng Quang, Tê Phổ, Đức Nguyên, An Tĩnh, Đoàn Kết, Hợp Tác, Tây Viên |
| Bì Đô | Trấn |
| Bì Đô | Đường Xương, Tam Đạo Yển, Hữu Ái |
| Tân Tân | Nhai đạo |
| Tân Tân | Ngũ Tân, Phổ Hưng, Hoa Kiều, Hoa Nguyên |
| Tân Tân | Trấn |
| Tân Tân | Hưng Nghĩa, An Tây, Vĩnh Thương, Bảo Đôn |
| Kim Đường | Nhai đạo |
| Kim Đường | Triệu Trấn, Quan Thương, Tê Hiền, Cao Bản, Bạch Quả, Hoài Khẩu |
| Kim Đường | Trấn |
| Kim Đường | Ngũ Phượng, Tam Khê, Phúc Hưng, Kim Long, Triệu Gia, Trúc Cao, Chuyển Long, Thổ Kiều, Vân Hợp, Hựu Tân |
| Đại Ấp | Nhai đạo |
| Đại Ấp | Tấn Nguyên, Sa Cừ, Thanh Hà |
| Đại Ấp | Trấn |
| Đại Ấp | Vương Tứ, Tân Tràng, Duyệt Lai, An Nhân, Xuất Giang, Hoa Thủy Loan, Tây Lĩnh, Hạc Minh |
| Bồ Giang | Nhai đạo |
| Bồ Giang | Hạc Sơn, Thọ An |
| Bồ Giang | Trấn |
| Bồ Giang | Đại Đường, Triêu Dương Hồ, Tây Lai, Đại Hưng, Cam Khê, Thành Giai |
| Đô Giang Yển | Nhai đạo |
| Đô Giang Yển | Khuê Quang Tháp, Hạnh Phúc, Quán Khẩu, Ngân Hạnh, Ngọc Đường, Bồ Dương |
| Đô Giang Yển | Trấn |
| Đô Giang Yển | Tụ Nguyên, Thiên Mã, Thạch Dương, Thanh Thành Sơn, Long Trì |
| Bành Châu | Nhai đạo |
| Bành Châu | Thiên Bành, Long Phong, Mông Dương, Trí Hòa |
| Bành Châu | Trấn |
| Bành Châu | Long Môn Sơn, Lệ Xuân, Cửu Xích, Thông Tế, Đan Cảnh Sơn, Ngao Bình, Quế Hoa, Bạch Lộc, Cát Tiên Sơn |
| Cung Lai | Nhai đạo |
| Cung Lai | Văn Quân, Lâm Cung, Cố Dịch, Dương An, Cao Canh, Khổng Minh |
| Cung Lai | Trấn |
| Cung Lai | Tang Viên, Bình Nhạc, Giáp Quan, Hỏa Tỉnh, Lâm Tế, Thiên Đài Sơn, Nam Bảo Sơn, Đại Đồng |
| Sùng Châu | Nhai đạo |
| Sùng Châu | Sùng Dương, Dương Mã, Tam Giang, Giang Nguyên, Đại Hoa, Sùng Khánh |
| Sùng Châu | Trấn |
| Sùng Châu | Liêu Gia, Nguyên Thông, Quan Thắng, Hoài Viễn, Nhai Tử, Văn Tỉnh Giang, Bạch Đầu, Đạo Minh, Long Hưng |
| Giản Dương | Nhai đạo |
| Giản Dương | Giản Thành, Xạ Hồng Bá, Tân Thị, Đông Khê, Bình Tuyền, Thạch Kiều, Xích Thủy, Thạch Bàn, Dưỡng Mã, Giả Gia, Thạch Bản Đắng, Tam Xóa, Thảo Trì, Phúc Điền, Ngọc Thành, Đan Cảnh                                                 |
| Giản Dương | Trấn |
| Giản Dương | Dương Gia, Hòa Phong, Vân Long, Tam Tinh, Trấn Kim, Thạch Chung, Thi Gia, Tam Hợp, Bình Vũ, Đạp Thủy, Giang Nguyên, Dũng Tuyền, Lô Gia, Thanh Long, Cao Minh, Vũ Miếu, Tráng Khê, Hoành Duyên, Lôi Gia, Đồng Gia Canh, Hải Loa |

### Tự Cống
| Thành phố cấp địa khu Tự Cống quản lí trực tiếp 6 đơn vị hành chính cấp huyện, bao gồm 4 quận và 2 huyện. Các đơn vị hành chính cấp huyện này được chia thành 90 đơn vị hành chính cấp hương, bao gồm 25 nhai đạo, 63 trấn và 2 hương. | |
| Tự Lưu Tỉnh | Nhai đạo |
| Tự Lưu Tỉnh | Ngũ Tinh Nhai, Đông Hưng Tự, Tân Nhai, Quách Gia Ao, Đan Quế, Học Uyển, Thư Bình, Hồng Kỳ, Cao Phong                                                                                         |
| Tự Lưu Tỉnh | Trấn |
| Tự Lưu Tỉnh | Trọng Quyền, Vinh Biên, Phi Long Hạp |
| Cống Tỉnh | Nhai đạo |
| Cống Tỉnh | Tiểu Khê, Cống Tỉnh, Trường Thổ |
| Cống Tỉnh | Trấn |
| Cống Tỉnh | Ngải Diệp, Kiến Thiết, Long Đàm, Kiều Đầu, Ngũ Bảo, Liên Hoa, Thành Giai |
| Đại An | Nhai đạo |
| Đại An | Đại An, Long Tỉnh, Mã Trùng Khẩu, Lương Cao Sơn, Hòa Bình, Phượng Hoàng |
| Đại An | Trấn |
| Đại An | Đại Sơn Phô, Đoàn Kết, Tam Đa Trại, Hà Thị, Tân Điếm, Tân Dân, Ngưu Phật, Miếu Bá, Hồi Long                                                                                                  |
| Duyên Than | Nhai đạo |
| Duyên Than | Vệ Bình, Đặng Quan |
| Duyên Than | Trấn |
| Duyên Than | Duyên Than, Hưng Long, Phú Toàn, Vĩnh An, Liên Lạc, Vương Tỉnh, Hoàng Thị, Ngõa Thị, Tiên Thị                                                                                                |
| Duyên Than | Hương |
| Duyên Than | Cửu Hồng |
| Vinh | Nhai đạo |
| Vinh | Ngô Đồng, Thanh Dương |
| Vinh | Trấn |
| Vinh | Húc Dương, Song Thạch, Đỉnh Tân, Nhạc Đức, Cổ Văn, Hà Khẩu, Tân Kiều, Chính Tử, Độ Giai, Đông Giai, Trường Sơn, Bảo Hoa, Lưu Giai, Lai Mưu, Song Cổ, Quan Sơn, Cao Sơn, Đông Hưng, Thiết Hán |
| Phú Thuận | Nhai đạo |
| Phú Thuận | Phú Thế, Đặng Tỉnh Quan, Đông Hồ |
| Phú Thuận | Trấn |
| Phú Thuận | Tỳ Bà, Sư Thị, Kỵ Long, Đại Tự, Đồng Tự, Cổ Phật, Vĩnh Niên, Đâu Sơn, Bản Kiều, Phúc Thiện, Lý Kiều, Triệu Hóa, An Khê, Phi Long, Hoài Đức, Trường Than                                      |
| Phú Thuận | Hương |
| Phú Thuận | Long Vạn |

### Phàn Chi Hoa
| Thành phố cấp địa khu Phàn Chi Hoa quản lí trực tiếp 5 đơn vị hành chính cấp huyện, bao gồm 3 quận và 2 huyện. Các đơn vị hành chính cấp huyện này được chia thành 48 đơn vị hành chính cấp hương, bao gồm 11 nhai đạo, 23 trấn, 5 hương và 9 hương dân tộc. |                                                                                 |
| Đông | Nhai đạo                                                                        |
| Đông | Đại Độ Khẩu, Bỉnh Thảo Cương, Lộng Lộng Bình, Qua Tử Bình, Đông Hoa             |
| Đông | Trấn                                                                            |
| Đông | Ngân Giang                                                                      |
| Tây | Nhai đạo                                                                        |
| Tây | Thanh Hương Bình, Ngọc Tuyền, Hà Môn Khẩu, Đào Gia Độ, Đại Bảo Đỉnh             |
| Tây | Trấn                                                                            |
| Tây | Cách Lý Bình                                                                    |
| Nhân Hòa | Nhai đạo                                                                        |
| Nhân Hòa | Đại Hà Trung Lộ                                                                 |
| Nhân Hòa | Trấn                                                                            |
| Nhân Hòa | Nhân Hòa, Bình Địa, Đại Điền, Phúc Điền, Đồng Đức, Kim Giang, Bố Đức, Tiền Tiến |
| Nhân Hòa | Hương                                                                           |
| Nhân Hòa | Thái Bình, Vụ Bản, Trung Bá                                                     |
| Nhân Hòa | Hương dân tộc                                                                   |
| Nhân Hòa | Đại Long Đàm, A Lạt                                                             |
| Mễ Dịch | Trấn                                                                            |
| Mễ Dịch | Phàn Liên, Bính Cốc, Đắc Thạch, Tát Liên, Bạch Mã, Phổ Uy, Thảo Tràng           |
| Mễ Dịch | Hương dân tộc                                                                   |
| Mễ Dịch | Loan Khâu, Bạch Pha, Ma Lũng, Tân Sơn                                           |
| Diêm Biên | Trấn                                                                            |
| Diêm Biên | Đồng Tử Lâm, Hồng Cách, Ngư Môn, Vĩnh Hưng, Tân Cửu, Huệ Dân                    |
| Diêm Biên | Hương                                                                           |
| Diêm Biên | Cộng Hòa, Quốc Thắng                                                            |
| Diêm Biên | Hương dân tộc                                                                   |
| Diêm Biên | Hồng Quả, Hồng Bảo, Ôn Tuyền, Cách Táp Lạt                                      |

### Lô Châu
| Thành phố cấp địa khu Lô Châu quản lí trực tiếp 7 đơn vị hành chính cấp huyện, bao gồm 3 quận và 4 huyện. Các đơn vị hành chính cấp huyện này được chia thành 126 đơn vị hành chính cấp hương, bao gồm 26 nhai đạo, 92 trấn và 8 hương dân tộc. | |
| Giang Dương | Nhai đạo |
| Giang Dương | Nam Thành, Bắc Thành, Đại Sơn Bình, Lân Ngọc, Lam Điền, Thiến Thảo, Hoa Dương, Thái An, Huống Tràng |
| Giang Dương | Trấn |
| Giang Dương | Hoàng Nghĩ, Thông Than, Giang Bắc, Phương Sơn, Đan Lâm, Phân Thủy Lĩnh |
| Nạp Khê | Nhai đạo |
| Nạp Khê | An Phú, Vĩnh Ninh, Đông Thăng |
| Nạp Khê | Trấn |
| Nạp Khê | Đại Độ Khẩu, Hộ Quốc, Đả Cổ, Thượng Mã, Hợp Diện, Phong Nhạc, Bạch Tiết, Thiên Tiên, Tân Nhạc, Long Xa |
| Long Mã Đàm | Nhai đạo |
| Long Mã Đàm | Tiểu Thị, Hồng Tinh, Liên Hoa Trì, La Hán, Ngư Đường, An Ninh, Thạch Động, Đặc Hưng |
| Long Mã Đàm | Trấn |
| Long Mã Đàm | Hồ Thị, Song Gia, Kim Long |
| Lô | Nhai đạo |
| Lô | Ngọc Thiềm |
| Lô | Trấn |
| Lô | Phúc Tập, Gia Minh, Dụ Tự, Đắc Thắng, Ngưu Than, Triệu Nhã, Huyền Than, Thái Phục, Vân Long, Thạch Kiều, Bì Lư, Kỳ Phong, Triều Hà, Vân Cẩm, Lập Thạch, Bách Hòa, Thiên Hưng, Phương Đông, Hải Triều      |
| Hợp Giang | Nhai đạo |
| Hợp Giang | Phù Dương, Lâm Cảng |
| Hợp Giang | Trấn |
| Hợp Giang | Vọng Long, Bạch Sa, Tiên Thị, Nghiêu Bá, Cửu Chi, Phượng Minh, Dung Sơn, Bạch Lộc, Cam Vũ, Phúc Bảo, Tiên Than, Đại Kiều, Xa Võng, Bạch Mễ, Pháp Vương Tự, Thần Tí Thành, Thạch Long, Chân Long, Lệ Giang |
| Tự Vĩnh | Trấn |
| Tự Vĩnh | Tự Vĩnh, Giang Môn, Mã Lĩnh, Thiên Trì, Thủy Vĩ, Lưỡng Hà, Lạc Bặc, Hậu Sơn, Phân Thủy, Ma Ni, Xích Thủy, Long Phượng, Chính Đông, Quan Hưng, Hướng Lâm, Ma Thành, Đại Thạch, Hoàng Nê                    |
| Tự Vĩnh | Hương dân tộc |
| Tự Vĩnh | Hợp Nhạc, Bạch Tịch, Kiển Tào, Thủy Lạo, Thạch Sương Tử |
| Cổ Lận | Nhai đạo |
| Cổ Lận | Chương Đức, Kim Lan, Vĩnh Nhạc |
| Cổ Lận | Trấn |
| Cổ Lận | Long Sơn, Thái Bình, Nhị Lang, Đại Thôn, Thạch Bảo, Đan Quế, Mao Khê, Quan Văn, Song Sa, Đức Diệu, Thạch Bình, Hoàng Hoa, Đông Tân, Tiêu Viên, Mã Đề, Hoàng Kinh, Bạch Nê                                 |
| Cổ Lận | Hương dân tộc |
| Cổ Lận | Mã Tê, Tiễn Trúc, Đại Trại |

### Đức Dương
| Thành phố cấp địa khu Đức Dương quản lí 6 đơn vị hành chính cấp huyện, trong đó quản lí trực tiếp 2 quận, 1 huyện và quản lí đại thể 3 thành phố cấp huyện. Các đơn vị hành chính cấp huyện này được chia thành 84 đơn vị hành chính cấp hương, bao gồm 13 nhai đạo, 67 trấn và 4 hương. | |
| Tinh Dương | Nhai đạo |
| Tinh Dương | Tinh Dương, Tinh Đông, Bát Giác Tỉnh, Đông Hồ, Thiên Nguyên, Hiếu Cảm |
| Tinh Dương | Trấn |
| Tinh Dương | Hoàng Hứa, Hiếu Tuyền, Bách Long, Đức Tân, Song Đông, Tân Trung, Hòa Tân |
| La Giang | Trấn |
| La Giang | Vạn An, Yên Gia, Kim Sơn, Lược Bình, Điều Nguyên, Tân Thịnh, Bạch Mã Quan |
| Trung Giang | Trấn |
| Trung Giang | Khải Giang, Nam Hoa, Hồi Long, Thông Tế, Vĩnh Thái, Hoàng Lộc, Tập Phượng, Phú Hưng, Tập Khánh, Hưng Long, Long Đài, Vĩnh An, Ngọc Hưng, Vĩnh Hưng, Duyệt Lai, Kế Giang, Thương Sơn, Quảng Phúc, Hội Long, Vạn Phúc, Phổ Hưng, Liên Hợp, Phùng Điếm, Tích Kim, Thái An, Đông Bắc |
| Trung Giang | Hương |
| Trung Giang | Bách Thụ, Bạch Quả, Vĩnh Phong, Thông Sơn |
| Quảng Hán | Nhai đạo |
| Quảng Hán | Lạc Thành, Tân Phong, Kim Nhạn |
| Quảng Hán | Trấn |
| Quảng Hán | Tam Thủy, Liên Sơn, Cao Bình, Hướng Dương, Tiểu Hán, Kim Luân, Kim Ngư, Nam Phong, Tam Tinh Đôi |
| Thập Phương | Nhai đạo |
| Thập Phương | Phương Đình, Tạo Giác |
| Thập Phương | Trấn |
| Thập Phương | Lạc Thủy, Hòa Phong, Mã Tổ, Mã Tỉnh, Oanh Hoa, Nam Tuyền, Tiên Để, Sư Cổ |
| Miên Trúc | Nhai đạo |
| Miên Trúc | Kiếm Nam, Tử Nham |
| Miên Trúc | Trấn |
| Miên Trúc | Cửu Long, Hán Vượng, Lộc Đường, Quảng Tế, Ngọc Tuyền, Tân Thị, Hiếu Đức, Phú Tân, Thập Địa, Thanh Bình |

### Miên Dương
| Thành phố cấp địa khu Miên Dương quản lí 9 đơn vị hành chính cấp huyện, trong đó quản lí trực tiếp 3 quận, 4 huyện, 1 huyện tự trị và quản lí đại thể 1 thành phố cấp huyện. Các đơn vị hành chính cấp huyện này được chia thành 164 đơn vị hành chính cấp hương, bao gồm 13 nhai đạo, 120 trấn, 17 hương và 14 hương dân tộc. | |
| Phù Thành | Nhai đạo |
| Phù Thành | Thành Sương, Công Khu, Phổ Minh, Sang Nghiệp Viên, Thạch Đường, Thành Giao, Đường Tấn |
| Phù Thành | Trấn |
| Phù Thành | Phong Cốc, Thanh Nghĩa, Ngô Gia, Dương Gia, Tân Tạo, Vĩnh Hưng |
| Du Tiên | Nhai đạo |
| Du Tiên | Phù Giang, Phú Nhạc, Du Tiên, Xuân Lôi |
| Du Tiên | Trấn |
| Du Tiên | Thạch Mã, Tân Kiều, Ngụy Thành, Trầm Kháng, Trung Hưng, Tùng Ô, Tiểu Kiển, Tín Nghĩa, Tiên Hạc, Diêm Tuyền |
| An Châu | Trấn |
| An Châu | Tang Tảo, Hoa Cai, Hoàng Thổ, Tháp Thủy, Tú Thủy, Hà Thanh, Giới Bài, Sư Thủy, Thiên Phật |
| An Châu | Hương |
| An Châu | Cao Xuyên |
| Tam Đài | Trấn |
| Tam Đài | Đồng Xuyên, Tháp Sơn, Long Thụ, Thạch An, Phú Thuận, Tam Nguyên, Thu Lâm, Tân Đức, Tân Sinh, Lỗ Ban, Cảnh Phúc, Tử Hà, Quan Kiều, Thê Giang, Trung Tân, Cổ Tỉnh, Tây Bình, Bát Động, Nhạc An, Kiến Bình, Trung Thái, Kim Thạch, Tân Lỗ, Lưu Doanh, Linh Hưng, Lô Khê, Lập Tân, Vĩnh Minh, Kiến Trung, Lão Mã, Bắc Bá |
| Tam Đài | Hương |
| Tam Đài | Trung Hiếu, Đoạn Thạch |
| Diêm Đình | Nhai đạo |
| Diêm Đình | Phượng Linh |
| Diêm Đình | Trấn |
| Diêm Đình | Vân Khê, Ngọc Long, Phú Dịch, Kim Khổng, Hoàng Điện, Cự Long, Cao Cừ, Nga Khê, Kỳ Bá, Văn Thông, Vĩnh Thái, Cửu Long, Tây Lăng, Luy Tổ |
| Diêm Đình | Hương |
| Diêm Đình | Liên Hoa |
| Diêm Đình | Hương dân tộc |
| Diêm Đình | Đại Hưng |
| Tử Đồng | Trấn |
| Tử Đồng | Văn Xương, Trường Khanh, Hứa Châu, Lê Nhã, Ngọa Long, Quan Nghĩa, Mã Não, Thạch Ngưu, Tự Cường, Nhân Hòa, Song Bản, Kim Long, Văn Hưng, Diễn Vũ, Hoành Nhân |
| Tử Đồng | Hương |
| Tử Đồng | Bảo Thạch |
| Bình Vũ | Trấn |
| Bình Vũ | Long An, Cổ Thành, Hưởng Nham, Đại Kiều, Thủy Tinh, Giang Du Quan |
| Bình Vũ | Hương |
| Bình Vũ | Cao Thôn, Bá Tử |
| Bình Vũ | Hương dân tộc |
| Bình Vũ | Tỏa Giang, Thổ Thành, Cựu Bảo, Khoát Đạt, Hoàng Dương Quan, Hổ Nha, Tứ Nhĩ, Bạch Mã, Mộc Tọa, Mộc Bì, Đậu Khấu, Bình Thông |
| Bắc Xuyên | Trấn |
| Bắc Xuyên | Khúc Sơn, Lôi Cổ, Vĩnh Xương, Thông Tuyền, Vĩnh An, Vũ Lý, Quế Khê, Trần Gia Bá, Tiểu Bá |
| Bắc Xuyên | Hương |
| Bắc Xuyên | Tuyền Bình, Bạch Nê, Phiến Khẩu, Khai Bình, Bá Để, Bạch Thập, Thanh Phiến, Mã Tào, Đô Quán |
| Bắc Xuyên | Hương dân tộc |
| Bắc Xuyên | Đào Long |
| Giang Du | Nhai đạo |
| Giang Du | Trung Bá |
| Giang Du | Trấn |
| Giang Du | Thái Bình, Tam Hợp, Hàm Tăng, Thanh Liên, Chương Minh, Long Phượng, Vũ Đô, Đại Khang, Tân An, Chiến Kỳ, Song Hà, Vĩnh Thắng, Tiểu Khê Bá, Hà Khẩu, Trọng Hoa, Hậu Bá, Nhị Lang Miếu, Mã Giác, Nhạn Môn, Tây Bình, Đại Yển, Phương Thủy                                                                               |
| Giang Du | Hương |
| Giang Du | Phong Thuận |

### Quảng Nguyên
| Thành phố cấp địa khu Quảng Nguyên quản lí trực tiếp 7 đơn vị hành chính cấp huyện, bao gồm 3 quận và 4 huyện. Các đơn vị hành chính cấp huyện này được chia thành 158 đơn vị hành chính cấp hương, bao gồm 7 nhai đạo, 128 trấn, 21 hương và 2 hương dân tộc. | |
| Lợi Châu | Nhai đạo |
| Lợi Châu | Đông Bá, Gia Lăng, Hà Tây, Tuyết Phong, Nam Hà, Thượng Tây, Vạn Duyên |
| Lợi Châu | Trấn |
| Lợi Châu | Vinh Sơn, Đại Thạch, Bàn Long, Bảo Luân, Tam Đôi |
| Lợi Châu | Hương |
| Lợi Châu | Bạch Triêu, Kim Động, Long Đàm |
| Chiêu Hóa | Trấn |
| Chiêu Hóa | Nguyên Bá, Vệ Tử, Vương Gia, Ma Than, Bách Lâm Câu, Thái Công, Hổ Khiêu, Hồng Nham, Chiêu Hóa, Thanh Ngưu, Xạ Tiễn, Thanh Thủy |
| Triều Thiên | Trấn |
| Triều Thiên | Triều Thiên, Đại Than, Dương Mộc, Tằng Gia, Trung Tử, Sa Hà, Lưỡng Hà Khẩu, Vân Vụ Sơn, Thủy Ma Câu, Lý Gia |
| Triều Thiên | Hương |
| Triều Thiên | Ma Liễu, Lâm Khê |
| Vượng Thương | Trấn |
| Vượng Thương | Đông Hà, Gia Xuyên, Mộc Môn, Bạch Thủy, Trương Hoa, Hoàng Dương, Phổ Tế, Tam Giang, Ngũ Quyền, Cao Dương, Song Hối, Anh Tụy, Quốc Hoa, Long Phượng, Cửu Long, Mễ Thương Sơn, Đại Đức, Đại Lưỡng, Thủy Ma, Diêm Hà, Thiên Tinh                                                                     |
| Vượng Thương | Hương |
| Vượng Thương | Yến Tử, Mông Tử |
| Thanh Xuyên | Trấn |
| Thanh Xuyên | Kiều Trang, Thanh Khê, Phòng Thạch, Quan Trang, Lương Thủy, Trúc Viên, Mộc Ngư, Sa Châu, Diêu Độ, Tam Oa, Kiến Phong, Nhạc An |
| Thanh Xuyên | Hương |
| Thanh Xuyên | Trà Bá, Khúc Hà, Thạch Bá, Thất Phật, Kỵ Mã, Quan Âm Điếm |
| Thanh Xuyên | Hương dân tộc |
| Thanh Xuyên | Hao Khê, Đại Viện |
| Kiếm Các | Trấn |
| Kiếm Các | Phổ An, Long Nguyên, Diêm Điếm, Liễu Câu, Vũ Liên, Đông Bảo, Khai Phong, Nguyên Sơn, Diễn Thánh, Vương Hà, Công Hưng, Kim Tiên, Hương Trầm, Bạch Long, Hạc Linh, Dương Thôn, Dương Lĩnh, Giang Khẩu, Mộc Mã, Kiếm Môn Quan, Hán Dương, Hạ Tự, Đồ Sơn, Điếm Tử, Trương Vương, Diêu Gia, Nghĩa Hưng |
| Kiếm Các | Hương |
| Kiếm Các | Tứ Chung, Tiều Điếm |
| Thương Khê | Trấn |
| Thương Khê | Lăng Giang, Vân Phong, Đông Thanh, Bạch Kiều, Ngũ Long, Vĩnh Ninh, Uyên Khê, Tam Xuyên, Long Vương, Nguyên Bá, Hoán Mã, Kỳ Bình, Bạch Dịch, Li Giang, Văn Xương, Nhạc Đông, Thạch Mã, Vận Sơn, Đông Khê, Cao Pha, Long Sơn, Đình Tử, Bách Lợi, Hoàng Miêu Ô, Hà Địa                               |
| Thương Khê | Hương |
| Thương Khê | Bạch Hạc, Chiết Thủy, Nguyệt Sơn, Bạch Sơn, Bành Điếm, Kiều Khê |

### Toại Ninh
| Thành phố cấp địa khu Toại Ninh quản lí 5 đơn vị hành chính cấp huyện, trong đó quản lí trực tiếp 2 quận, 2 huyện và quản lí đại thể 1 thành phố cấp huyện. Các đơn vị hành chính cấp huyện này được chia thành 94 đơn vị hành chính cấp hương, bao gồm 20 nhai đạo, 71 trấn và 3 hương. | |
| Thuyền Sơn | Nhai đạo |
| Thuyền Sơn | Nam Tân Lộ, Khải Toàn Lộ, Trấn Giang Tự, Dục Tài Lộ, Giới Phúc Lộ, Gia Hòa, Quảng Đức, Phú Nguyên Lộ, Linh Tuyền, Từ Âm, Cửu Liên, Nam Cường, Tây Ninh, Dương Độ                                               |
| Thuyền Sơn | Trấn |
| Thuyền Sơn | Long Phượng, Nhân Lý, Vĩnh Hưng, Hà Sa, Tân Kiều, Quế Hoa, Lão Trì, Bảo Thăng, Bắc Cố |
| Thuyền Sơn | Hương |
| Thuyền Sơn | Đường Gia |
| An Cư | Nhai đạo |
| An Cư | Nhu Cương, Phượng Hoàng |
| An Cư | Trấn |
| An Cư | An Cư, Đông Thiền, Phân Thủy, Thạch Động, Lan Giang, Bảo Thạch, Bạch Mã, Trung Hưng, Hoành Sơn, Hội Long, Tam Gia, Ngọc Phong, Tây Mi, Ma Khê, Tụ Hiền, Thường Lý                                              |
| Bồng Khê | Nhai đạo |
| Bồng Khê | Phổ An |
| Bồng Khê | Trấn |
| Bồng Khê | Xích Thành, Tân Hội, Văn Tỉnh, Minh Nguyệt, Thường Nhạc, Thiên Phúc, Hồng Giang, Bảo Phạm, Đại Thạch, Cát Tường, Minh Phượng, Nhậm Long, Tam Phượng, Bồng Nam, Quần Lợi, Kim Kiều, Hòe Hoa                     |
| Bồng Khê | Hương |
| Bồng Khê | Hà Diệp, Cao Thăng |
| Đại Anh | Nhai đạo |
| Đại Anh | Diêm Tỉnh |
| Đại Anh | Trấn |
| Đại Anh | Bồng Lai, Long Thịnh, Hồi Mã, Thiên Bảo, Hà Biên, Trác Đồng Tỉnh, Ngọc Phong, Tượng Sơn, Kim Nguyên |
| Xạ Hồng | Nhai đạo |
| Xạ Hồng | Thái Hòa, Bình An |
| Xạ Hồng | Trấn |
| Xạ Hồng | Vũ An, Đại Du, Quảng Hưng, Kim Hoa, Đà Bài, Thái Ất, Kim Gia, Phục Hưng, Thiên Tiên, Nhân Hòa, Thanh Cương, Dương Khê, Hương Sơn, Minh Tinh, Phù Tây, Đồng Xạ, Tào Bi, Quan Thăng, Văn Thăng, Đông Nhạc, Cù Hà |

### Nội Giang
| Thành phố cấp địa khu Nội Giang quản lí 5 đơn vị hành chính cấp huyện, trong đó quản lí trực tiếp 2 quận, 2 huyện và quản lí đại thể 1 thành phố cấp huyện. Các đơn vị hành chính cấp huyện này được chia thành 80 đơn vị hành chính cấp hương, bao gồm 12 nhai đạo và 68 trấn. | |
| Thị Trung | Nhai đạo |
| Thị Trung | Thành Đông, Thành Tây, Ngọc Khê, Bài Lâu, Nhạc Hiền |
| Thị Trung | Trấn |
| Thị Trung | Bạch Mã, Sử Gia, Lăng Gia, Triêu Dương, Vĩnh An, Toàn An, Long Môn |
| Đông Hưng | Nhai đạo |
| Đông Hưng | Đông Hưng, Tây Lâm, Tân Giang, Thắng Lợi, Cao Kiều |
| Đông Hưng | Trấn |
| Đông Hưng | Điền Gia, Quách Bắc, Cao Lương, Bạch Hợp, Thuận Hà, Song Tài, Dương Gia, Ti Mộc, Thạch Tử, Vĩnh Hưng, Bình Thản, Song Kiều, Phú Khê, Vĩnh Phúc                                                                                |
| Uy Viễn | Trấn |
| Uy Viễn | Nghiêm Lăng, Tân Điếm, Hướng Nghĩa, Giới Bài, Long Hội, Cao Thạch, Đông Liên, Trấn Tây, Sơn Vương, Quan Anh Than, Tân Tràng, Liên Giới, Việt Khê, Tiểu Hà                                                                     |
| Tư Trung | Trấn |
| Tư Trung | Trọng Long, Quy Đức, Ngư Khê, Thiết Phật, Cầu Khê, Long Kết, La Tuyền, Phát Luân, Ngân Sơn, Thái Bình, Thủy Nam, Tân Kiều, Minh Tâm Tự, Song Hà, Công Dân, Long Giang, Song Long, Cao Lâu, Trần Gia, Mạnh Đường, Mã An, Sư Tử |
| Long Xương | Nhai đạo |
| Long Xương | Cổ Hồ, Kim Nga |
| Long Xương | Trấn |
| Long Xương | Hưởng Thạch, Thánh Đăng, Hoàng Gia, Song Phượng, Long Thị, Giới Thị, Thạch Niễn, Thạch Yến Kiều, Hồ Gia, Vân Đỉnh, Phổ Nhuận                                                                                                  |

### Lạc Sơn
| Thành phố cấp địa khu Lạc Sơn quản lí 11 đơn vị hành chính cấp huyện, trong đó quản lí trực tiếp 4 quận, 4 huyện, 2 huyện tự trị và quản lí đại thể 1 thành phố cấp huyện. Các đơn vị hành chính cấp huyện này được chia thành 132 đơn vị hành chính cấp hương, bao gồm 11 nhai đạo, 103 trấn, 16 hương và 2 hương dân tộc. | |
| Thị Trung | Nhai đạo |
| Thị Trung | Đại Phật, Thông Giang, Hải Đường, Lục Tâm, Toàn Phúc                                                                                                 |
| Thị Trung | Trấn |
| Thị Trung | Mưu Tử, Thổ Chủ, Bạch Mã, Mao Kiều, Thanh Bình, Tô Kê, Thủy Khẩu, An Cốc, Miên Trúc, Bình Hưng, Duyệt Lai, Kiếm Phong                                |
| Sa Loan | Nhai đạo |
| Sa Loan | Đồng Hà |
| Sa Loan | Trấn |
| Sa Loan | Sa Loan, Gia Nông, Thái Bình, Phúc Lộc, Ngưu Thạch, Hồ Lô, Đạp Thủy, Chẩn Khê                                                                        |
| Ngũ Thông Kiều | Trấn |
| Ngũ Thông Kiều | Trúc Căn, Ngưu Hoa, Kim Túc, Kim Sơn, Tây Bá, Quan Anh, Thái Kim, Thạch Lân                                                                          |
| Kim Khẩu Hà | Trấn |
| Kim Khẩu Hà | Vĩnh Hòa, Kim Hà |
| Kim Khẩu Hà | Hương |
| Kim Khẩu Hà | Vĩnh Thắng |
| Kim Khẩu Hà | Hương dân tộc |
| Kim Khẩu Hà | Hòa Bình, Cộng An |
| Kiền Vi | Trấn |
| Kiền Vi | Ngọc Tân, Hiếu Cô, Thạch Khê, Thanh Khê, La Thành, Ba Câu, Long Khổng, Định Văn, Vũ Vu, Ngọc Bình, Đại Hưng, Cửu Tỉnh, Thiết Lô, Thọ Bảo, Song Khê   |
| Tỉnh Nghiên | Nhai đạo |
| Tỉnh Nghiên | Nghiên Thành |
| Tỉnh Nghiên | Trấn |
| Tỉnh Nghiên | Mã Đạp, Trúc Viên, Nghiên Kinh, Chu Pha, Thiên Phật, Vương Thôn, Tam Giang, Đông Lâm, Tập Ích, Thuần Phục, Bảo Ngũ, Trấn Dương, Cao Phượng, Môn Khảm |
| Giáp Giang | Nhai đạo |
| Giáp Giang | Thanh Y, Yên Thành |
| Giáp Giang | Trấn |
| Giáp Giang | Hoàng Thổ, Cam Giang, Ngô Tràng, Mộc Thành, Hoa Đầu, Tân Tràng, Mã Thôn                                                                              |
| Mộc Xuyên | Trấn |
| Mộc Xuyên | Mộc Khê, Vĩnh Phúc, Đại Nam, Tiễn Bản, Chu Bá, Hoàng Đan, Lợi Điếm, Phú Tân                                                                          |
| Mộc Xuyên | Hương |
| Mộc Xuyên | Để Bảo, Dương Thôn, Cao Duẩn, Tỳ Trúc, Vũ Thánh |
| Nga Biên | Trấn |
| Nga Biên | Sa Bình, Đại Bảo, Mao Bình, Ngũ Độ, Tân Lâm, Hắc Trúc Câu, Hồng Kỳ                                                                                   |
| Nga Biên | Hương |
| Nga Biên | Nghi Bình, Dương Hà, Tân Tràng, Bình Đẳng, Kim Nham, Lặc Ô                                                                                           |
| Mã Biên | Trấn |
| Mã Biên | Dân Kiến, Vinh Đinh, Hạ Khê, Tô Bá, Yên Phong, Lao Động, Kiều Bá, Kiến Thiết, Dân Chủ, Mai Lâm, Tuyết Khẩu Sơn, Tam Hà Khẩu                          |
| Mã Biên | Hương |
| Mã Biên | Đại Trúc Bảo, Cao Trác Doanh, Vĩnh Hồng |
| Nga Mi Sơn | Nhai đạo |
| Nga Mi Sơn | Thắng Lợi, Nga Sơn |
| Nga Mi Sơn | Trấn |
| Nga Mi Sơn | Tuy Sơn, Cao Kiều, La Mục, Cửu Lý, Long Trì, Phù Khê, Song Phúc, Quế Hoa Kiều, Đại Vi, Hoàng Loan                                                    |
| Nga Mi Sơn | Hương |
| Nga Mi Sơn | Long Môn |

### Nam Sung
| Thành phố cấp địa khu Nam Sung quản lí 9 đơn vị hành chính cấp huyện, trong đó quản lí trực tiếp 3 quận, 5 huyện và quản lí đại thể 1 thành phố cấp huyện. Các đơn vị hành chính cấp huyện này được chia thành 242 đơn vị hành chính cấp hương, bao gồm 42 nhai đạo, 162 trấn, 37 hương và 1 hương dân tộc. | |
| Thuận Khánh | Nhai đạo |
| Thuận Khánh | Trung Thành, Bắc Thành, Tây Thành, Đông Nam, Vũ Phượng, Tân Kiến, Hoa Phượng, Hòa Bình Lộ, Oanh Khê, Kinh Khê, Tây Sơn, Bàn Tăng |
| Thuận Khánh | Trấn |
| Thuận Khánh | Cộng Hưng, Kim Đài, Lô Khê, Lý Gia, Song Kiều, Ngư Khê |
| Thuận Khánh | Hương |
| Thuận Khánh | Tân Phục |
| Cao Bình | Nhai đạo |
| Cao Bình | Bạch Tháp, Thanh Khê, Tiểu Long, Long Môn, Thanh Liên, Đô Kinh, Lão Quân, Loa Khê |
| Cao Bình | Trấn |
| Cao Bình | Giang Lăng, Sát Nhĩ, Đông Quan, Trường Nhạc, Thắng Quan, Khuyết Gia, Thạch Khuê, Thanh Cư, Hội Long, Tẩu Mã |
| Cao Bình | Hương |
| Cao Bình | Phật Môn |
| Gia Lăng | Nhai đạo |
| Gia Lăng | Hỏa Hoa, Đô Úy, Văn Phong, Tây Hưng, Nam Hồ |
| Gia Lăng | Trấn |
| Gia Lăng | Khúc Thủy, Lý Độ, Cát An, Long Lĩnh, Kim Phượng, An Phúc, An Bình, Thế Dương, Đại Thông, Nhất Lập, Long Bàn, Lý Bá, Kim Bảo, Tam Hội, Song Quế, Thất Bảo Tự, Hà Tây |
| Gia Lăng | Hương |
| Gia Lăng | Diêm Khê, Đại Hưng |
| Nam Bộ | Nhai đạo |
| Nam Bộ | Tân Giang, Thục Bắc, Mãn Phúc, Nam Long |
| Nam Bộ | Trấn |
| Nam Bộ | Lão Nha, Vĩnh Định, Bi Viện, Tạ Hà, Bàn Long, Thiết Phật Đường, Thạch Hà, Vương Gia, Phú Lợi, Nam Mộc, Trường Bình, Đông Bá, Hà Bá, Định Thủy, Đại Vương, Hoàng Kim, Lưu Mã, Kiến Hưng, Tam Quan, Phục Hổ, Song Phật, Hoa Quán, Đại Kiều, Đại Hà, Vạn Niên, Thăng Chung, Thăng Thủy, Đại Bình, Thần Bá, Bát Nhĩ Hồ, Thạch Long, Tây Thủy, Đồng Bình |
| Nam Bộ | Hương |
| Nam Bộ | Ngũ Linh, Tiểu Nguyên, Hoành Quan, Song Phong, Thái Hà |
| Doanh Sơn | Nhai đạo |
| Doanh Sơn | Tuy An, Lãng Trì, Thành Nam |
| Doanh Sơn | Trấn |
| Doanh Sơn | Lục Tỉnh, Đông Thăng, Lạc Thị, Hoàng Độ, Tiểu Kiều, Linh Thứu, Lão Lâm, Mộc Ô, Tiêu Thủy, Song Lưu, Lục Thủy, Liệu Diệp, Tân Điếm, Hồi Long, Tinh Hỏa, Tây Kiều, Vọng Long Hồ, Thanh Sơn |
| Doanh Sơn | Hương |
| Doanh Sơn | Mộc Đỉnh, Minh Đức, Thái Bồng, Bách Lâm, Duyệt Trung, Đại Miếu, An Hóa, Thanh Thủy |
| Bồng An | Nhai đạo |
| Bồng An | Chu Khẩu, Tương Như |
| Bồng An | Trấn |
| Bồng An | Cẩm Bình, Cự Long, Chính Nguyên, Kim Khê, Từ Gia, Hà Thư, Lợi Khê, Long Tàm, Dương Gia, La Gia, Phúc Đức, Ngân Hán, Hưng Vượng, Mục Bá |
| Bồng An | Hương |
| Bồng An | Bình Đầu, Tiên Điếm, Kim Giáp, Tân Viên, Thạch Khổng |
| Nghi Lũng | Nhai đạo |
| Nghi Lũng | Độ Môn |
| Nghi Lũng | Trấn |
| Nghi Lũng | Kim Thành, Tân Chính, Mã An, Vĩnh Nhạc, Nhật Hưng, Thổ Môn, Phục Hưng, Quan Tử, Tiên Phong, Tam Giao, Hồi Xuân, Liễu Ô, Nghĩa Lộ, Lập Sơn, Tam Hà, Ngõa Tử, Đại Dần, Nhị Đạo, Tái Kim, Đinh Tự Kiều, Đại Nghi, Trương Công, Ngũ Phúc, Dương Kiều, Bảo Bình, Văn Tinh, Song Thắng, Vĩnh Quang, Tư Đức                                                |
| Nghi Lũng | Hương |
| Nghi Lũng | Đồng Cổ, Phượng Nghi, Phúc Lâm, Lai Nghi, Bản Kiều, Ba Tiêu, Sài Tỉnh |
| Tây Sung | Nhai đạo |
| Tây Sung | Nam Đài, Tấn Thành |
| Tây Sung | Trấn |
| Tây Sung | Thái Bình, Đại Toàn, Tiên Lâm, Cổ Lâu, Nghĩa Hưng, Quan Văn, Phượng Minh, Thanh Sư, Hòe Thụ, Minh Long, Song Phượng, Cao Viện, Nhân Hòa, Đa Phù, Liên Trì, Thường Lâm |
| Tây Sung | Hương |
| Tây Sung | Chiêm Sơn, Tường Long, Xa Long, Đông Thái, Quán Ô |
| Lãng Trung | Nhai đạo |
| Lãng Trung | Bảo Ninh, Sa Khê, Thất Lý, Giang Nam, Hà Khê |
| Lãng Trung | Trấn |
| Lãng Trung | Bành Thành, Bách Ô, Phi Phượng, Tư Y, Văn Thành, Nhị Long, Thạch Than, Lão Quan, Long Tuyền, Thiên Phật, Vọng Ô, Diệu Cao, Hồng Sơn, Thủy Quan, Kim Ô, Ngọc Đài, Mộc Lan, Ngũ Mã, Thiên Cung |
| Lãng Trung | Hương |
| Lãng Trung | Kiều Lâu, Phong Chiêm, Hạc Phong |
| Lãng Trung | Hương dân tộc |
| Lãng Trung | Bác Thụ |

### Mi Sơn
| Thành phố cấp địa khu Mi Sơn quản lí trực tiếp 6 đơn vị hành chính cấp huyện, bao gồm 2 quận và 4 huyện. Các đơn vị hành chính cấp huyện này được chia thành 80 đơn vị hành chính cấp hương, bao gồm 13 nhai đạo, 62 trấn và 5 hương. | |
| Đông Pha | Nhai đạo |
| Đông Pha | Thông Huệ, Đại Thạch Kiều, Tô Từ |
| Đông Pha | Trấn |
| Đông Pha | Thái Hòa, Thượng Nghĩa, Đa Duyệt, Tần Gia, Vạn Thắng, Tư Mông, Tu Văn, Tùng Giang, Sùng Lễ, Phú Ngưu, Vĩnh Thọ, Tam Tô, Phục Hưng |
| Bành Sơn | Nhai đạo |
| Bành Sơn | Phượng Minh, Thanh Long, Quan Âm, Tạ Gia, Giang Khẩu |
| Bành Sơn | Trấn |
| Bành Sơn | Cẩm Giang, Công Nghĩa, Hoàng Phong |
| Nhân Thọ | Nhai đạo |
| Nhân Thọ | Văn Lâm, Phổ Ninh, Hoài Nhân, Thị Cao |
| Nhân Thọ | Trấn |
| Nhân Thọ | Văn Cung, Hòa Gia, Long Mã, Phương Gia, Đại Hóa, Cao Gia, Lộc Gia, Bảo Phi, Chương Gia, Từ Hàng, Uông Dương, Chung Tường, Thủy Kiến, Mãn Tỉnh, Phú Gia, Long Chính, Hắc Long Than, Bắc Đấu, Bảo Mã, Châu Gia, Tào Gia, Tạ An, Tân Điếm, Ngẫu Đường, Bản Kiều, Quý Bình |
| Nhân Thọ | Hương |
| Nhân Thọ | Ngu Thừa, Thanh Cương |
| Hồng Nhã | Trấn |
| Hồng Nhã | Chỉ Qua, Hồng Xuyên, Dư Bình, Tào Ngư Than, Trung Bảo, Đông Nhạc, Liễu Giang, Cao Miếu, Ngõa Ốc Sơn, Thất Lý Bình, Tương Quân, Trung Sơn |
| Đan Lăng | Trấn |
| Đan Lăng | Nhân Mỹ, Dương Trường, Trương Trường, Tề Nhạc |
| Đan Lăng | Hương |
| Đan Lăng | Thuận Long |
| Thanh Thần | Nhai đạo |
| Thanh Thần | Thanh Trúc |
| Thanh Thần | Trấn |
| Thanh Thần | Hán Dương, Thụy Phong, Tây Long, Cao Đài |
| Thanh Thần | Hương |
| Thanh Thần | Bạch Quả, La Ba |

### Nghi Tân
| Thành phố cấp địa khu Nghi Tân quản lí trực tiếp 10 đơn vị hành chính cấp huyện, bao gồm 3 quận và 7 huyện. Các đơn vị hành chính cấp huyện này được chia thành 136 đơn vị hành chính cấp hương, bao gồm 14 nhai đạo, 105 trấn, 5 hương và 12 hương dân tộc. | |
| Thúy Bình | Nhai đạo |
| Thúy Bình | Tây Giao, An Phụ, Bạch Sa Loan, Tượng Tị, Sa Bình, Hợp Giang Môn, Đại Quan Lâu, Song Thành                                                                  |
| Thúy Bình | Trấn |
| Thúy Bình | Lý Trang, Thái Bá, Kim Bình, Mưu Bình, Lý Đoan, Tông Tràng, Tống Gia, Tư Pha, Bạch Hoa, Song Nghị, Vĩnh Hưng, Kim Thu Hồ                                    |
| Nam Khê | Nhai đạo |
| Nam Khê | Nam Khê, La Long, Tiên Nguyên |
| Nam Khê | Trấn |
| Nam Khê | Lưu Gia, Giang Nam, Đại Quan, Uông Gia, Hoàng Sa, Tiên Lâm, Trường Hưng, Bùi Thạch                                                                          |
| Tự Châu | Nhai đạo |
| Tự Châu | Bách Khê, Nam Ngạn, Triệu Tràng |
| Tự Châu | Trấn |
| Tự Châu | Nam Quảng, Quan Âm, Hoành Giang, Liễu Gia, Nê Khê, Quyết Khê, Thương Châu, Cao Tràng, An Biên, Song Long, Hợp Thập, Chương Hải                              |
| Tự Châu | Hương |
| Tự Châu | Long Trì, Phượng Nghi |
| Giang An | Trấn |
| Giang An | Giang An, Hồng Kiều, Di Nhạc, Lưu Canh, Ngũ Khoáng, Nghênh An, Tịch Giai Sơn, Thiết Thanh, Tứ Diện Sơn, Đại Tỉnh, Dương Xuân, Đại Diệu, Nhân Hòa, Hạ Trường |
| Trường Ninh | Trấn |
| Trường Ninh | Trường Ninh, Mai Đồng, Song Hà, Đồng Để, Hoa Than, Trúc Hải, Lão Ông, Cổ Hà, Long Đầu, Đồng Cổ, Tỉnh Giang, Đồng La, Mai Bạch                               |
| Cao | Trấn |
| Cao | Văn Giang, Khánh Phù, Sa Hà, Gia Nhạc, La Tràng, Tiêu Thôn, Khả Cửu, Lai Phục, Nguyệt Giang, Thắng Thiên, Phục Hưng, Lạc Nhuận, Khánh Lĩnh                  |
| Củng | Trấn |
| Củng | Củng Tuyền, Tuần Tràng, Hiếu Nhi, Để Động, Thượng La, Lạc Biểu, Lạc Hợi, Vương Gia, Mộc Than, Tào Doanh                                                     |
| Củng | Hương dân tộc |
| Củng | Ngọc Hòa, La Độ, Quan Đấu |
| Quân Liên | Trấn |
| Quân Liên | Quân Liên, Đằng Đạt, Tuần Ti, Mộc Ái, Trấn Chu, Hao Bá, Đại Tuyết Sơn                                                                                       |
| Quân Liên | Hương |
| Quân Liên | Nhạc Nghĩa, Phong Nhạc |
| Quân Liên | Hương dân tộc |
| Quân Liên | Đoàn Lâm, Liên Hợp, Cao Bình |
| Hưng Văn | Trấn |
| Hưng Văn | Cổ Tống, Bặc Vương Sơn, Cộng Nhạc, Liên Hoa, Cửu Ti Thành, Thạch Hải, Chu Gia, Ngũ Tinh                                                                     |
| Hưng Văn | Hương dân tộc |
| Hưng Văn | Đại Bá, Đại Hà, Kỳ Lân, Tiên Phong |
| Bình Sơn | Trấn |
| Bình Sơn | Cẩm Bình, Tân Thị, Trung Đô, Long Hoa, Đại Thừa, Tân An, Thư Lâu, Bình Sơn                                                                                  |
| Bình Sơn | Hương |
| Bình Sơn | Hạ Khê |
| Bình Sơn | Hương dân tộc |
| Bình Sơn | Bình Biên, Thanh Bình |

### Quảng An
| Thành phố cấp địa khu Quảng An quản lí 6 đơn vị hành chính cấp huyện, trong đó quản lí trực tiếp 2 quận, 3 huyện và quản lí đại thể 1 thành phố cấp huyện. Các đơn vị hành chính cấp huyện này được chia thành 123 đơn vị hành chính cấp hương, bao gồm 15 nhai đạo, 98 trấn và 10 hương. | |
| Quảng An | Nhai đạo |
| Quảng An | Nùng Hồi, Bắc Thần, Quảng Phúc, Vạn Thịnh, Trung Kiều, Tảo Sơn |
| Quảng An | Trấn |
| Quảng An | Quan Thịnh, Hiệp Hưng, Nùng Khê, Duyệt Lai, Hưng Bình, Tỉnh Hà, Hoa Kiều, Long Đài, Tiêu Khê, Hằng Thăng, Thạch Duẩn, Bạch Thị, Đại An, Xuyên Thạch, Đại Long, Đông Nhạc                                                                                       |
| Quảng An | Hương |
| Quảng An | Long An, Bành Gia, Bạch Mã |
| Tiền Phong | Nhai đạo |
| Tiền Phong | Khuê Các, Đại Phật Tự, Long Đường, Tân Kiều |
| Tiền Phong | Trấn |
| Tiền Phong | Quế Hưng, Quan Các, Quảng Hưng, Đại Thị, Quan Đường, Hộ An, Long Than, Hổ Thành |
| Nhạc Trì | Nhai đạo |
| Nhạc Trì | Cửu Long, Triêu Dương |
| Nhạc Trì | Trấn |
| Nhạc Trì | Hoa Viên, Bình Than, Long Khổng, Trấn Dụ, Bạch Miếu, Dậu Khê, Đồng Hưng, Hưng Long, Tần Khê, Cố Huyền, Cẩu Giác, Thiên Bình, Thạch Ô, Kiều Gia, La Độ, Dụ Dân, Trung Hòa, Tân Tràng, Phổ An, Lâm Khê, Tây Bản, Tề Phúc, Phục Long                              |
| Nhạc Trì | Hương |
| Nhạc Trì | Hoàng Long, Ngư Phong |
| Vũ Thắng | Trấn |
| Vũ Thắng | Duyên Khẩu, Trung Tâm, Liệt Diện, Phi Long, Nhạc Thiện, Vạn Thiện, Long Nữ, Tam Khê, Tái Mã, Thắng Lợi, Kim Ngưu, Thanh Bình, Nhai Tử, Vạn Long, Lễ An, Hoa Phong, Bảo Châm Tắc, Thạch Bàn, Minh Chung                                                         |
| Vũ Thắng | Hương |
| Vũ Thắng | Chân Tĩnh, Mãnh Sơn, Song Tinh, Cổ Tượng |
| Lân Thủy | Trấn |
| Lân Thủy | Đỉnh Bình, Thành Bắc, Thành Nam, Cam Tử, Quan Âm Kiều, Mưu Gia, Hợp Lưu, Đàn Đồng, Cao Than, Cửu Long, Ngự Lâm, Viên Thị, Phong Hòa, Bát Nhĩ, Thạch Vĩnh, Hưng Nhân, Vương Gia, Thạch Chỉ, Tam Cổ, Lưỡng Hà, Thái Hòa, Xuân Mộc, Lương Bản, Phục Thịnh, Lê Gia |
| Hoa Dinh | Nhai đạo |
| Hoa Dinh | Song Hà, Cổ Kiều, Hoa Long |
| Hoa Dinh | Trấn |
| Hoa Dinh | Thiên Trì, Lộc Thị, Vĩnh Hưng, Minh Nguyệt, Dương Hòa, Cao Hưng, Khê Khẩu, Khánh Hoa |
| Hoa Dinh | Hương |
| Hoa Dinh | Hồng Nham |

### Đạt Châu
| Thành phố cấp địa khu Đạt Châu quản lí 7 đơn vị hành chính cấp huyện, trong đó quản lí trực tiếp 2 quận, 4 huyện và quản lí đại thể 1 thành phố cấp huyện. Các đơn vị hành chính cấp huyện này được chia thành 198 đơn vị hành chính cấp hương, bao gồm 20 nhai đạo, 149 trấn, 25 hương và 4 hương dân tộc. | |
| Thông Xuyên | Nhai đạo |
| Thông Xuyên | Đông Thành, Tây Thành, Triêu Dương, Phượng Tây, Phượng Bắc |
| Thông Xuyên | Trấn |
| Thông Xuyên | La Giang, Bồ Gia, Phục Hưng, Song Long, Giang Lăng, Bi Miếu, Bàn Thạch, Đông Nhạc, Tử Đồng, Bắc Sơn, Kim Thạch, Thanh Ninh |
| Thông Xuyên | Hương |
| Thông Xuyên | An Vân |
| Đạt Xuyên | Nhai đạo |
| Đạt Xuyên | Tam Lý Bình, Thúy Bình, Thạch Bản, Minh Nguyệt Giang, Dương Liễu |
| Đạt Xuyên | Trấn |
| Đạt Xuyên | Đình Tử, Phúc Thiện, Ma Liễu, Đại Thụ, Nam Nhạc, Vạn Gia, Cảnh Thị, Bách Tiết, Triệu Gia, Hà Thị, Kim Ô, Độ Thị, Quản Thôn, Thạch Khê, Thạch Kiều, Bảo Tử, Bình Than, Song Miếu, Triệu Cố, Kiều Loan, Đại Yển, Quán Tử                                                                          |
| Đạt Xuyên | Hương |
| Đạt Xuyên | An Nhân, Long Hội, Hổ Nhượng, Mễ Thành |
| Tuyên Hán | Nhai đạo |
| Tuyên Hán | Đông Hương, Bồ Giang |
| Tuyên Hán | Trấn |
| Tuyên Hán | Quân Đường, Thanh Khê, Phổ Quang, Thiên Sinh, Bách Thụ, Ba Tiêu, Nam Bá, Ngũ Bảo, Phong Thành, Thổ Hoàng, Hoa Cảnh, Phiền Khoái, Tân Hoa, Hoàng Kim, Hồ Gia, Mao Bá, Đại Thành, Hạ Bát, Tháp Hà, Trà Hà, Hán Khê, Hồng Phong, Bạch Mã, Đào Hoa, Mã Độ Quan, Miếu An, Thượng Hạp, Nam Bình       |
| Tuyên Hán | Hương |
| Tuyên Hán | Lão Quân, Hoàng Thạch, Thạch Thiết |
| Tuyên Hán | Hương dân tộc |
| Tuyên Hán | Tam Đôn, Tất Thụ, Long Tuyền, Độ Khẩu |
| Khai Giang | Nhai đạo |
| Khai Giang | Tông Thành |
| Khai Giang | Trấn |
| Khai Giang | Tân Ninh, Phổ An, Hồi Long, Vĩnh Hưng, Giảng Trị, Cam Đường, Nhậm Thị, Quảng Phúc, Trường Lĩnh, Bát Miếu, Linh Nham |
| Khai Giang | Hương |
| Khai Giang | Mai Gia |
| Đại Trúc | Nhai đạo |
| Đại Trúc | Trúc Dương, Đông Liễu, Bạch Tháp |
| Đại Trúc | Trấn |
| Đại Trúc | Ô Mộc, Đoàn Bá, Dương Gia, Thanh Hà, Bách Lâm, Thạch Hà, Trung Hoa, Thạch Kiều Phô, Quan Âm, Chu Gia, Thạch Tử, Văn Tinh, Mụ Mụ, Âu Gia, Miếu Bá, Thanh Thủy, Nguyệt Hoa, Cao Minh, Đồng Gia, Thiên Thành, Tứ Hợp, Vĩnh Thắng                                                                   |
| Đại Trúc | Hương |
| Đại Trúc | Triêu Dương, An Cát, Bát Độ, Dương Thông, Xuyên Chủ |
| Cừ | Nhai đạo |
| Cừ | Cừ Giang, Cừ Nam, Thiên Tinh |
| Cừ | Trấn |
| Cừ | Lâm Ba, Thổ Khê, Tam Hối, Văn Sùng, Dũng Hưng, Quý Phúc, Nham Phong, Tĩnh Biên, Thanh Khê Tràng, Bảo Thành, Hữu Khánh, Tiên Độ, Lang Gia, Lý Độ, Trung Than, Tam Bản, Phong Nhạc, Lý Phức, Hợp Lực, Thanh Long, Quyển Đồng, Vọng Khê, Long Phượng, Tân Thị, Vạn Thọ, Cừ Bắc, Định Viễn, Đông An |
| Cừ | Hương |
| Cừ | Báo Ân, An Bắc, Đại Nghĩa, Cự Quang, Vọng Giang, Củng Thị |
| Vạn Nguyên | Nhai đạo |
| Vạn Nguyên | Cổ Đông Quan |
| Vạn Nguyên | Trấn |
| Vạn Nguyên | Thái Bình, Thanh Hoa, Cựu Viện, La Văn, Hà Khẩu, Thảo Bá, Trúc Dục, Đại Trúc, Hoàng Chung, Quan Độ, Bạch Sa, Sa Than, Thạch Oa, Bát Đài, Thạch Đường, Thiết Khoáng, Đại Sa, Ngụy Gia, Bạch Quả, Trường Bá, Tỉnh Khê, Ưng Bối, Vĩnh Ninh, Cố Quân, Hắc Bảo Sơn                                   |
| Vạn Nguyên | Hương |
| Vạn Nguyên | Phong Dũng, Tằng Gia, Ngọc Đái, Miếu Tử, Tử Khê |

### Nhã An
| Thành phố cấp địa khu Nhã An quản lí trực tiếp 8 đơn vị hành chính cấp huyện, bao gồm 2 quận và 6 huyện. Các đơn vị hành chính cấp huyện này được chia thành 96 đơn vị hành chính cấp hương, bao gồm 10 nhai đạo, 57 trấn, 17 hương và 12 hương dân tộc. | |
| Vũ Thành | Nhai đạo |
| Vũ Thành | Đông Thành, Tây Thành, Hà Bắc, Thanh Giang, Đại Hưng                                                                      |
| Vũ Thành | Trấn |
| Vũ Thành | Thảo Bá, Thượng Lý, Yến Tràng, Đa Doanh, Bích Phong Hạp, Vọng Ngư, Chu Công Sơn, Bát Bộ                                   |
| Danh Sơn | Nhai đạo |
| Danh Sơn | Vĩnh Hưng, Mông Dương |
| Danh Sơn | Trấn |
| Danh Sơn | Bách Trượng, Xa Lĩnh, Mã Lĩnh, Tân Điếm, Mông Đỉnh Sơn, Hắc Trúc, Hồng Tinh, Trung Phong, Mao Hà, Tiền Tiến, Vạn Cổ       |
| Huỳnh Kinh | Nhai đạo |
| Huỳnh Kinh | Nghiêm Đạo |
| Huỳnh Kinh | Trấn |
| Huỳnh Kinh | Hoa Than, Long Thương Câu, Ngưu Bối Sơn, Tân Thiêm, Thanh Long, Huỳnh Hà, Ngũ Hiến Hương                                  |
| Huỳnh Kinh | Hương |
| Huỳnh Kinh | An Tĩnh, Tứ Bình |
| Huỳnh Kinh | Hương dân tộc |
| Huỳnh Kinh | Dân Kiến, Bảo Phong |
| Hán Nguyên | Trấn |
| Hán Nguyên | Phú Lâm, Cửu Tương, Ô Tư Hà, Nghi Đông, Phú Trang, Thanh Khê, Đại Thụ, Hoàng Mộc, Đường Gia, Phú Tuyền, An Nhạc, Tiền Vực |
| Hán Nguyên | Hương |
| Hán Nguyên | Phú Hương, Mã Liệt, Hà Nam, Sái Kinh                                                                                      |
| Hán Nguyên | Hương dân tộc |
| Hán Nguyên | Tiểu Bảo, Phiến Mã, Nê Mỹ, Vĩnh Lợi, Thuận Hà                                                                             |
| Thạch Miên | Nhai đạo |
| Thạch Miên | Tân Miên |
| Thạch Miên | Trấn |
| Thạch Miên | Hồi Long, Mỹ La, An Thuận Tràng                                                                                           |
| Thạch Miên | Hương |
| Thạch Miên | Vĩnh Hòa, Nghênh Chính, Phong Nhạc                                                                                        |
| Thạch Miên | Hương dân tộc |
| Thạch Miên | Giải Loa, Lật Tử Bình, Tân Dân, Thảo Khoa, Vương Cương Bình                                                               |
| Thiên Toàn | Trấn |
| Thiên Toàn | Thành Sương, Thủy Dương, Tư Kinh, Lạt Bá Hà, Tiểu Hà, Nhân Nghĩa, Tân Tràng                                               |
| Thiên Toàn | Hương |
| Thiên Toàn | Nhạc Anh, Tân Hoa, Hưng Nghiệp                                                                                            |
| Lô Sơn | Nhai đạo |
| Lô Sơn | Lô Dương |
| Lô Sơn | Trấn |
| Lô Sơn | Phi Tiên Quan, Song Thạch, Thái Bình, Đại Xuyên, Tư Diên, Long Môn                                                        |
| Lô Sơn | Hương |
| Lô Sơn | Bảo Thịnh |
| Bảo Hưng | Trấn |
| Bảo Hưng | Mục Bình, Linh Quan, Lũng Đông                                                                                            |
| Bảo Hưng | Hương |
| Bảo Hưng | Phong Dũng Trại, Khao Thích, Ngũ Long, Đại Khê                                                                            |

### Ba Trung
| Thành phố cấp địa khu Ba Trung quản lí trực tiếp 5 đơn vị hành chính cấp huyện, bao gồm 2 quận và 3 huyện. Các đơn vị hành chính cấp huyện này được chia thành 136 đơn vị hành chính cấp hương, bao gồm 14 nhai đạo, 116 trấn và 6 hương. | |
| Ba Châu | Nhai đạo |
| Ba Châu | Đông Thành, Tây Thành, Hồi Phong, Giang Bắc, Đãng Lương, Ngọc Đường |
| Ba Châu | Trấn |
| Ba Châu | Đại Mao, Thanh Giang, Thủy Ninh, Hóa Thành, Tằng Khẩu, Lương Vĩnh, Tam Giang, Đỉnh Sơn, Đại La, Tảo Lâm, Bình Lương, Quang Huy, Phượng Khê, Thiên Mã Sơn |
| Ba Châu | Hương |
| Ba Châu | Đại Hòa, Bạch Miếu |
| Ân Dương | Nhai đạo |
| Ân Dương | Đăng Khoa, Văn Trị, Ti Thành |
| Ân Dương | Trấn |
| Ân Dương | Minh Dương, Ngọc Sơn, Ngư Khê, Hoa Tùng, Liễu Lâm, Hạ Bát Miếu, Trà Bá, Thượng Bát Miếu, Quan Công, Hưng Long, Song Thắng, Quần Nhạc, Doãn Gia, Cửu Trấn, Tuyết Sơn |
| Thông Giang | Nhai đạo |
| Thông Giang | Bích Châu |
| Thông Giang | Trấn |
| Thông Giang | Nặc Giang, Dân Thắng, Hỏa Cự, Quảng Nạp, Thiết Phật, Ma Thạch, Chí Thành, Hồng Khẩu, Sa Khê, Ngõa Thất, Vĩnh An, Thiết Khê, Phù Dương, Nặc Thủy Hà, Mao Dục, Nê Khê, Lưỡng Hà Khẩu, Bản Kiều Khẩu, Tân Tràng, Dương Bách, Tam Khê, Xuân Tại, Long Phượng Tràng, Không Sơn, Xướng Ca, Trần Hà, Thanh Dục, Hưng Long, Yên Khê, Trường Bình |
| Thông Giang | Hương |
| Thông Giang | Tùng Khê, Thắng Lợi |
| Nam Giang | Nhai đạo |
| Nam Giang | Tập Châu |
| Nam Giang | Trấn |
| Nam Giang | Sa Hà, Trường Xích, Chính Trực, Đại Hà, Quang Vụ Sơn, Hạ Lưỡng, Cản Tràng, Dương Bá, Thiên Trì, Quan Bá, Hồng Quang, Nguyên Đàm, Xích Khê, Bát Miếu, Song Lưu, Bình Hà, Kiều Đình, Hòa Bình, Hầu Gia, Nhân Hòa, Cao Tháp, Hưng Mã, Quan Môn, Thạch Than, Cao Kiều, Quý Dân, Quan Lộ, Vân Đỉnh, Công Sơn                                  |
| Nam Giang | Hương |
| Nam Giang | Đoàn Kết, Thần Môn |
| Bình Xương | Nhai đạo |
| Bình Xương | Đồng Châu, Kim Bảo, Giang Khẩu |
| Bình Xương | Trấn |
| Bình Xương | Hưởng Than, Tây Hưng, Phật Lâu, Bạch Y, Hàm Thủy, Nhạc Gia, Lan Thảo, Tứ Mã, Nguyên Sơn, Vân Đài, Khâu Gia, Bút Sơn, Trấn Long, Đắc Thắng, Linh Sơn, Thổ Hưng, Vọng Kinh, Long Cương, Bản Miếu, Nê Long, Thanh Vân, Đại Trại, Thổ Ô, Ti Ngạn, Phấn Bích, Tam Thập Nhị Lương, Giang Gia Khẩu, Nham Khẩu                                   |

### Tư Dương
| Thành phố cấp địa khu Tư Dương quản lí trực tiếp 3 đơn vị hành chính cấp huyện, bao gồm 1 quận và 2 huyện. Các đơn vị hành chính cấp huyện này được chia thành 89 đơn vị hành chính cấp hương, bao gồm 9 nhai đạo, 67 trấn và 13 hương. | |
| Nhạn Giang | Nhai đạo |
| Nhạn Giang | Liên Hoa, Tam Hiền Từ, Tư Khê, Sư Tử Sơn, Bảo Liên |
| Nhạn Giang | Trấn |
| Nhạn Giang | Nhạn Giang, Tùng Đào, Bảo Đài, Lâm Giang, Bảo Hòa, Lão Quân, Trung Hòa, Đan Sơn, Tiểu Viện, Kham Gia, Ngũ Hoàng, Thạch Lĩnh, Đông Phong, Nam Tân, Phong Dụ, Nghênh Tiếp, Tường Phù |
| An Nhạc | Nhai đạo |
| An Nhạc | Nhạc Thành, Thạch Kiều |
| An Nhạc | Trấn |
| An Nhạc | Nhạc Dương, Uyên Đại, Thông Hiền, Long Đài, Diêu Thị, Lâm Phượng, Mao Gia, Vĩnh Thanh, Vĩnh Thuận, Thạch Dương, Lưỡng Bản Kiều, Hộ Long, Lý Gia, Nguyên Bá, Hưng Long, Thiên Lâm, Trấn Tử, Văn Hóa, Chu Lễ, Tuần Long, Hoa Nghiêm, Ngọa Phật, Trường Hà Nguyên, Trung Nghĩa, Hộ Kiến, Nam Huân, Tư Hiền, Thanh Lưu, Hiệp Hòa, Triêu Dương, Càn Long, Đại Bình |
| An Nhạc | Hương |
| An Nhạc | Lai Phượng, Thiên Mã, Vân Phong, Nhạc Tân, Đông Thắng, Cao Thăng, Hoành Miếu, Bạch Tháp Tự, Song Long Nhai, Hợp Nghĩa, Thiên Phật, Củng Kiều |
| Lạc Chí | Nhai đạo |
| Lạc Chí | Thiên Trì, Nam Tháp |
| Lạc Chí | Trấn |
| Lạc Chí | Thạch Phật, Hồi Lan, Thạch Thoan, Đồng Gia, Bảo Lâm, Đại Phật, Lương An, Kim Thuận, Trung Hòa Tràng, Lao Động, Trung Thiên, Phật Tinh, Bàn Long, Đông Sơn, Thông Lữ, Cao Tự, Long Môn, Thịnh Trì |
| Lạc Chí | Hương |
| Lạc Chí | Song Hà Tràng |

### A Bá (Ngawa)
| Châu tự trị dân tộc Tạng-Khương Ngawa (A Bá) quản lí trực tiếp 13 đơn vị hành chính cấp huyện, bao gồm 1 thành phố cấp huyện và 12 huyện. Các đơn vị hành chính cấp huyện này được chia thành 174 đơn vị hành chính cấp hương, bao gồm 82 trấn, 91 hương và 1 hương dân tộc. | |
| Mã Nhĩ Khang | Trấn |
| Mã Nhĩ Khang | Mã Nhĩ Khang, Tùng Cương, Sa Nhĩ Tông |
| Mã Nhĩ Khang | Hương |
| Mã Nhĩ Khang | Toa Ma, Bạch Loan, Đảng Bá, Mộc Nhĩ Tông, Cước Mộc Túc, Long Nhĩ Giáp, Đại Tàng, Khang Sơn, Thảo Đăng, Nhật Bộ                                         |
| Vấn Xuyên | Trấn |
| Vấn Xuyên | Uy Châu, Ánh Tú, Ngọa Long, Thủy Ma, Tuyền Khẩu, Tam Giang, Cảnh Đạt, Miên Ty, Bá Châu                                                                 |
| Lý | Trấn |
| Lý | Tạp Cốc Não, Mễ Á La, Cổ Nhĩ Câu, Tiết Thành, Đào Bình, Phác Đầu                                                                                       |
| Lý | Hương |
| Lý | Cam Bảo, Bồ Khê, Thượng Mạnh, Hạ Mạnh, Thông Hóa |
| Mậu | Trấn |
| Mậu | Phượng Nghi, Nam Tân, Điệp Khê, Phú Thuận, Thổ Môn, Oa Để, Sa Bá, Vị Môn, Hắc Hổ, Câu Khẩu, Xích Bất Tô                                                |
| Tùng Phan | Trấn |
| Tùng Phan | Tiến An, Xuyên Chủ, Thanh Vân, Mao Nhi Cái, Trấn Giang Quan, Hồng Thổ, Tiểu Hà                                                                         |
| Tùng Phan | Hương |
| Tùng Phan | An Hoành, Trấn Bình, Dân Giang, Đại Tính, Bạch Dương, Tiểu Tính, Yến Vân, Hoàng Long, Hạ Bát Trại                                                      |
| Tùng Phan | Hương dân tộc |
| Tùng Phan | Thập Lý |
| Cửu Trại Câu | Trấn |
| Cửu Trại Câu | Chương Trát, Nam Bình, Song Hà, Hắc Hà, Vật Giác |
| Cửu Trại Câu | Hương |
| Cửu Trại Câu | Vĩnh Hòa, Bạch Hà, Bảo Hoa, Quách Nguyên, Thảo Địa, Ngọc Ngõa, Đại Lục                                                                                 |
| Kim Xuyên | Trấn |
| Kim Xuyên | Quan Âm Kiều, An Ninh, Lặc Ô, Mã Nại |
| Kim Xuyên | Hương |
| Kim Xuyên | Sa Nhĩ, Khánh Ninh, Lạc Nhĩ, Hà Đông, Hà Tây, Tập Mộc, Tát Ngõa, Tạp Lạp Cước, Nga Nhiệt, Nhị Dát Lý, A Khoa Lý, Tạp Tát, Tằng Đạt, Độc Tùng, Mao Nhật |
| Tiểu Kim | Trấn |
| Tiểu Kim | Mỹ Hưng, Tứ Cô Nương Sơn, Lưỡng Hà Khẩu, Đạt Duy, Ốc Nhật, Trạch Lũng, Bát Giác                                                                        |
| Tiểu Kim | Hương |
| Tiểu Kim | Sùng Đức, Tân Kiều, Mỹ Ốc, Sa Long, Nhật Nhĩ, Kết Tư, Mộc Pha, Phủ Biên, Oa Để, Hãn Ngưu, Phan An                                                      |
| Hắc Thủy | Trấn |
| Hắc Thủy | Lô Hoa, Tạp Long, Sắc Nhĩ Cổ, Tây Nhĩ, Mộc Tô, Sa Thạch Đa, Tri Mộc Lâm, Trát Oa                                                                       |
| Hắc Thủy | Hương |
| Hắc Thủy | Ngõa Bát Lương Tử, Thạch Điêu Lâu, Long Bá, Lạc Đa, Duy Cổ, Tình Lãng, Từ Bá                                                                           |
| Nhưỡng Đường | Trấn |
| Nhưỡng Đường | Nam Mộc Đạt, Trung Nhưỡng Đường, Cương Mộc Đạt |
| Nhưỡng Đường | Hương |
| Nhưỡng Đường | Bồ Tây, Tông Khoa, Thạch Lý, Ngô Y, Thượng Đỗ Kha, Nhung Mộc Đạt, Ca Đa, Thượng Nhưỡng Đường                                                           |
| A Bá | Trấn |
| A Bá | A Bá, Giả Lạc, Mạch Nhĩ Mã, Hà Chi, Các Mạc, An Khương                                                                                                 |
| A Bá | Hương |
| A Bá | Mạch Côn, Long Tàng, Cầu Cát Mã, Tứ Oa, An Đấu, Kha Hà, Khoa Sa, Tra Lý, Nhung An                                                                      |
| Nhược Nhĩ Cái | Trấn |
| Nhược Nhĩ Cái | Đạt Trát Tự, Đường Khắc, Hồng Tinh, Hạt Mạn, Ba Tây, A Tây, Thiết Bố                                                                                   |
| Nhược Nhĩ Cái | Hương |
| Nhược Nhĩ Cái | Mạch Khê, Nộn Oa, Chiêm Oa, Hàng Trát, Cầu Cát, Bao Tọa                                                                                                |
| Hồng Nguyên | Trấn |
| Hồng Nguyên | Cung Khê, Xoát Kinh Tự, Ngõa Thiết, An Khúc, Sắc Địa, Long Nhật                                                                                        |
| Hồng Nguyên | Hương |
| Hồng Nguyên | Giang Nhung, Tra Nhĩ Mã, A Mộc, Mạch Oa |

### Cam Tư (Garzê)
| Châu tự trị dân tộc Tạng Garzê (Cam Tư) quản lí trực tiếp 18 đơn vị hành chính cấp huyện, bao gồm 1 thành phố cấp huyện và 17 huyện. Các đơn vị hành chính cấp huyện này được chia thành 289 đơn vị hành chính cấp hương, bao gồm 2 nhai đạo, 110 trấn, 174 hương và 3 hương dân tộc. | |
| Khang Định | Nhai đạo |
| Khang Định | Lô Thành, Du Lâm |
| Khang Định | Trấn |
| Khang Định | Cô Cha, Tân Đô Kiều, Tháp Công, Sa Đức, Kim Thang, Giáp Căn Bá, Cống Dát Sơn, Ngư Thông                                                                                            |
| Khang Định | Hương |
| Khang Định | Nhã Lạp, Mạch Băng, Phủng Tháp, Phổ Sa Nhung, Cát Cư, Hạp Ba, Khổng Ngọc |
| Lô Định | Trấn |
| Lô Định | Lô Kiều, Lãnh Thích, Hưng Long, Ma Tây, Yến Tử Câu, Đắc Thỏa, Phanh Bá, Đức Uy |
| Lô Định | Hương |
| Lô Định | Lam An |
| Đan Ba | Trấn |
| Đan Ba | Chương Cốc, Ba Để, Cách Thập Trát, Đông Cốc, Mặc Nhĩ Đa Sơn, Giáp Cư, Cách Tông, Bán Phiến Môn, Đan Đông                                                                           |
| Đan Ba | Hương |
| Đan Ba | Ba Vượng, Toa Pha, Thái Bình Kiều |
| Cửu Long | Trấn |
| Cửu Long | Hạp Nhĩ, Yên Đại, Tam Ô, Tuyết Oa Long, Loan Bá, Thang Cổ, Ô Lạp Khê, Khôi Đa, Nãi Cừ                                                                                              |
| Cửu Long | Hương |
| Cửu Long | Tam Nham Long, Thượng Đoàn, Bát Oa Long, Hồng Bá |
| Cửu Long | Hương dân tộc |
| Cửu Long | Tử Nhĩ, Tiểu Kim, Đóa Lạc |
| Nhã Giang | Trấn |
| Nhã Giang | Hà Khẩu, Hạp Lạp, Tây Nga Lạc, Hồng Long, Ma Lang Thố, Ba Tư Hà |
| Nhã Giang | Hương |
| Nhã Giang | Bát Giác Lâu, Phổ Ba Nhung, Chúc Tang, Mễ Long, Bát Y Nhung, Nha Y Hà, Đức Soa, Kha Lạp, Ngõa Đa, Mộc Nhung                                                                        |
| Đạo Phu | Trấn |
| Đạo Phu | Tiên Thủy, Bát Mỹ, Á Trác, Ngọc Khoa, Trọng Ni, Thái Ninh, Ngõa Nhật |
| Đạo Phu | Hương |
| Đạo Phu | Ma Tư, Khổng Sắc, Cát Tạp, Trát Tha, Hạ Tha, Mộc Như, Giáp Tư Khổng, Thất Mỹ, Ngân Ân, Long Đăng, Sắc Tạp, Sa Trùng                                                                |
| Lô Hoắc | Trấn |
| Lô Hoắc | Tân Đô, Chu Uy, Hà Lạp Đà, Thượng La Kha Mã |
| Lô Hoắc | Hương |
| Lô Hoắc | Nê Ba, Nhã Đức, Lạc Thu, Nhân Đạt, Đán Đô, Sung Cổ, Canh Tri, Tạp Nương, Tông Tháp, Tông Mạch, Hạ La Kha Mã                                                                        |
| Cam Tư | Trấn |
| Cam Tư | Cam Tư, Tra Long, Lai Mã |
| Cam Tư | Hương |
| Cam Tư | Hạp Lạp, Sắc Tây Để, Nam Đa, Sinh Khang, Cống Long, Trát Khoa, Tích Sắc, Tạp Công, Nhân Quả, Tha Bá, Đình Tạp, Hạ Hùng, Tứ Thông Đạt, Đoạt Đa, Nê Kha, Trà Trát, Đại Đức, Tạp Long |
| Tân Long | Trấn |
| Tân Long | Như Long, Lạp Nhật Mã, Đại Cái, Thông Tiêu, Sắc Uy, Vưu Lạp Tây |
| Tân Long | Hương |
| Tân Long | Sa Đôi, Nhiễu Lỗ, Bác Mỹ, Tử Tha Tây, Hòa Bình, Lạc Cổ, Hùng Long Tây, Ma Nhật, Hữu Nghị, Ngân Đa                                                                                  |
| Đức Cách | Trấn |
| Đức Cách | Canh Khánh, Mã Ni Cán Qua, Trúc Khánh, A Tu, Thác A, Mạch Túc, Đả Cổn, Cung Ô, Ôn Tha, Trung Trát Khoa                                                                             |
| Đức Cách | Hương |
| Đức Cách | Nhạc Ba, Bát Bang, Bạch Ô, Uông Bố Đỉnh, Kha Lạc Động, Tạp Tùng Độ, Nga Nam, Nga Chi, Ngọc Long, Nhiên Cô, Niên Cổ, Lãng Đa, Á Đinh                                                |
| Bạch Ngọc | Trấn |
| Bạch Ngọc | Kiến Thiết, A Sát, Hà Pha, Cái Ngọc |
| Bạch Ngọc | Hương |
| Bạch Ngọc | Kim Sa, Nhung Cái, Chương Đô, Ma Nhung, Nhiệt Gia, Đăng Long, Tặng Khoa, Ma Cung, Liêu Tây, Nạp Tháp, An Tư, Sa Mã                                                                 |
| Thạch Cừ | Trấn |
| Thạch Cừ | Ni Hạp, Lạc Tu, Sắc Tu, Hà Trát, Ôn Ba, Mông Nghi, A Nhật Trát |
| Thạch Cừ | Hương |
| Thạch Cừ | Chân Đạt, Bôn Đạt, Chính Khoa, Đức Vinh Mã, Trường Sa Cống Mã, Hạp Y, Cách Mạnh, Tân Vinh, Nghi Ngưu, Khởi Ổ, Trường Tu Cống Mã, Trường Sa Cán Mã, Trường Tu Cán Mã, Ngõa Tu       |
| Sắc Đạt | Trấn |
| Sắc Đạt | Sắc Kha, Ông Đạt, Lạc Nhược, Nê Đóa, Giáp Học |
| Sắc Đạt | Hương |
| Sắc Đạt | Khắc Quả, Nhiên Sung, Khang Lặc, Đại Chương, Đại Tắc, Á Long, Tháp Tử, Niên Long, Hoắc Tây, Húc Nhật, Dương Các                                                                    |
| Lý Đường | Trấn |
| Lý Đường | Cao Thành, Giáp Oa, Cách Nhiếp, Mộc Lạp, Quân Bá, Lạp Ba, Giác Ngô |
| Lý Đường | Hương |
| Lý Đường | Cáp Y, Mạc Bá, Á Hỏa, Nhung Bá, Hạp Oa, Bôn Qua, Thôn Qua, Hòa Ni, Khúc Đăng, Thượng Mộc Lạp, Trạc Tang, Tàng Bá, Cách Mộc, Mạch Oa, Đức Vu                                        |
| Ba Đường | Trấn |
| Ba Đường | Hạ Cung, Trung Cha, Thố Lạp, Giáp Anh, Địa Vu |
| Ba Đường | Hương |
| Ba Đường | Lạp Oa, Trúc Ba Long, Tô Oa Long, Xương Ba, Á Nhật Cống, Ba Mật, Mạc Đa, Tùng Đa, Ba Qua Khê, Trà Lạc, Liệt Y, Đức Đạt                                                             |
| Hương Thành | Trấn |
| Hương Thành | Hương Ba Lạp, Thanh Đức, Nhiệt Đả |
| Hương Thành | Hương |
| Hương Thành | Sa Cống, Thủy Oa, Nhiên Ô, Động Tùng, Định Ba, Chính Đấu, Bạch Y |
| Đạo Thành | Trấn |
| Đạo Thành | Kim Châu, Hương Cách Lý Lạp, Tang Đôi, Cát Hạp, Cát Thông |
| Đạo Thành | Hương |
| Đạo Thành | Tỉnh Mẫu, Cự Long, Đặng Pha, Mộc Lạp, Xích Thổ, Mông Tự, Các Tạp, Nga Nha Đồng |
| Đắc Vinh | Trấn |
| Đắc Vinh | Ngõa Tạp, Bạch Tùng, Nhật Vũ, Thái Dương Cốc |
| Đắc Vinh | Hương |
| Đắc Vinh | Từ Long, Bôn Đô, Bát Nhật, Cổ Học, Cống Ba, Tỳ Vu |

### Lương Sơn
| Châu tự trị dân tộc Di Lương Sơn quản lí trực tiếp 17 đơn vị hành chính cấp huyện, bao gồm 1 thành phố cấp huyện, 15 huyện và 1 huyện tự trị. Các đơn vị hành chính cấp huyện này được chia thành 433 đơn vị hành chính cấp hương, bao gồm 16 nhai đạo, 145 trấn, 259 hương và 13 hương dân tộc. | |
| Tây Xương | Nhai đạo |
| Tây Xương | Bắc Thành, Tây Thành, Đông Thành, Trường An, Tân Thôn, Hải Nam, Mã Đạo |
| Tây Xương | Trấn |
| Tây Xương | Lễ Châu, An Ninh, Xuyên Hưng, Hoàng Liên Quan, Hữu Quân, Thái Hòa, An Cáp, A Thất, Chương Mộc Thiến, Lang Hoàn, Ba Nhữ |
| Tây Xương | Hương |
| Tây Xương | Tứ Hợp, Khai Nguyên, Đại Hưng, Kinh Cửu, Mã An Sơn |
| Tây Xương | Hương dân tộc |
| Tây Xương | Dụ Long, Cao Thảo |
| Diêm Nguyên | Nhai đạo |
| Diêm Nguyên | Diêm Tỉnh |
| Diêm Nguyên | Trấn |
| Diêm Nguyên | Vệ Thành, Mai Vũ, Bạch Ô, Thụ Hà, Hoàng Thảo, Bình Xuyên, Lô Cô Hồ, Quan Địa, Mai Tử Bình, Nhuận Diêm, Trường Bách, Giáp Mễ, Miên Nha, Diêm Đường, Kim Hà, Long Đường, Hưng Long |
| Diêm Nguyên | Hương |
| Diêm Nguyên | Đằng Kiều, Điền Loan, Hữu Sở, Ốc Để, Oa Lý |
| Diêm Nguyên | Hương dân tộc |
| Diêm Nguyên | Đại Pha |
| Đức Xương | Nhai đạo |
| Đức Xương | Đức Châu, Xương Châu |
| Đức Xương | Trấn |
| Đức Xương | Vĩnh Lang, Nhạc Dược, Ma Lật, Tỳ Đạt, Ba Động, Hắc Long Đàm, Thiết Lô, Nhiệt Hà |
| Đức Xương | Hương dân tộc |
| Đức Xương | Nam Sơn, Kim Sa |
| Hội Lý | Nhai đạo |
| Hội Lý | Thành Bắc, Thành Nam, Cổ Thành |
| Hội Lý | Trấn |
| Hội Lý | Lộc Hán, Lê Khê, Thông An, Thái Bình, Ích Môn, Lục Thủy, Tân Phát, Vân Điện, Quan Hà, Chương Quan, Mộc Cổ, Lục Hoa, Tiểu Hắc Thiến |
| Hội Lý | Hương |
| Hội Lý | Nội Đông, Thụ Bảo, Tào Nguyên |
| Hội Lý | Hương dân tộc |
| Hội Lý | Tân An |
| Hội Đông | Nhai đạo |
| Hội Đông | Ngư Thành, Kim Giang |
| Hội Đông | Trấn |
| Hội Đông | Sâm Ngư Hà, Duyên Tử, Đổ Cách, Khương Châu, Ô Đông Đức, Thảng Đường, Thiết Liễu, Dát Cát, Mãn Ngân Câu, Tân Nhai, Lỗ Cát, Đại Sùng, Tùng Bình |
| Hội Đông | Hương |
| Hội Đông | Lão Quân Than, Giang Tây Nhai, Lưu Cô, Dã Tô |
| Ninh Nam | Trấn |
| Ninh Nam | Tùng Tân, Trúc Thọ, Hoa Đạn, Bạch Hạc Than, Tây Dao, Đại Đồng, Kỵ Loa Câu, Bào Mã, Hạnh Phúc, Thạch Lê, Lục Thiết, Ninh Viễn, Câu Nhạc |
| Phổ Cách | Trấn |
| Phổ Cách | Phổ Cơ, Kiều Oa, Loa Kế Sơn |
| Phổ Cách | Hương |
| Phổ Cách | Vĩnh An, Hướng Dương, Văn Bình, Lê An, Hoa Sơn, Đông Sơn, Đại Bình, Huy Long, Lạc Ô Câu, Vũ Thủy, Cam Thiên Địa, Lạc Ô, Mạnh Cam, Đặc Tư, Cát Nhạc, Đặc Khẩu, Da Để, Giáp Thiết, Ngõa Lạc, Cáp Lực Lạc, Thái Tử, Chúc Liên, Lưu Gia Bình, Nguyệt Ngô, Đặc Bổ, Ngũ Đạo Thiến, Đặc Nhĩ Quả, Đại Tào, Mã Hồng, Lạc Cam, Hồng Mạc Y Đạt |
| Bố Tha | Trấn |
| Bố Tha | Đặc Mộc Lý, Long Đàm, Tha Giác |
| Bố Tha | Hương |
| Bố Tha | Mộc Nhĩ, Cửu Đô, Lạp Đạt, Ô Khoa, Sa Lạc, Lạc Cổ, Bổ Nhĩ, Giác Tát, Mỹ Tát, Lạp Quả, Ô Y, Lãng Châu, Bao Cốc, Hợp Tỉnh, La Gia Bình, Ngưu Giác Loan, Bổ Lạc, Hỏa Liệt, Nhạc An, Tứ Khỏa, Địa Lạc, Nga Lý Bình, Ngõa Đô, Thải Cáp, Ủy Chích Lạc, Liên Bổ, Cơ Chích |
| Kim Dương | Trấn |
| Kim Dương | Thiên Địa Bá, Phái Lai, Lô Cảo, Đối Bình |
| Kim Dương | Hương |
| Kim Dương | Đào Bình, Nhiệt Thủy Hà, Mã Y Túc, Hồng Phong, Nhĩ Giác Tây, Nhiệt Kha Giác, Giáp Y, Mộc Phủ, Trại Tử, Tắc Tổ, Cơ Giác, Tiểu Ngân Mộc, Xuân Giang, Hồng Liên, Thanh Tùng, Phóng Mã Bình, Ngạnh Bảo, Sơn Giang, Lạc Giác, Hướng Lĩnh, Cốc Đức, Cao Phong, Lão Trại Tử, Đức Khê, Nam Ngõa, Y Mạc Hợp, Thổ Câu, Bính Để, Y Đạt, Ti Oa |
| Chiêu Giác | Trấn |
| Chiêu Giác | Tân Thành |
| Chiêu Giác | Hương |
| Chiêu Giác | Thành Bắc, Thụ Bình, Cốc Khúc, Đạt Lạc, Long Ân, Mỹ Cam, Tứ Khai, Đại Bá, Địa Mạc, Liễu Thả, Bác Lạc, Khố Mạc, Giải Phóng, Tam Cương, Sái Lạp Địa Pha, Tam Xóa Hà, Ni Địa, Oản Hán, Đường Thả, Cửu Đặc Lặc Cổ, Xỉ Khả Ba Tây, Đặc Khẩu Giáp Cốc, Trúc Hạch, A Tịnh Lạc Cổ, Cách Ngô, Đặc Bố Lạc, Khánh Hằng, Lạp Nhất Mộc, Sắc Để, Bổ Ước, Bỉ Nhĩ, Khố Y, Kim Khúc, Nghi Mục Địa, Ba Lạc, Ương Ma Tô, Tắc Phổ, Vĩnh Nhạc, Thả Mạc, Cam Đa Lạc Cổ, Chi Nhĩ Mạc, Long Câu, Nhật Cáp, Cáp Cam |
| Hỷ Đức | Trấn |
| Hỷ Đức | Quang Minh, Miện Sơn, Hồng Mạc, Lưỡng Hà Khẩu, Mễ Thị, Lạc Cáp, Ni Ba |
| Hỷ Đức | Hương |
| Hỷ Đức | Lạp Khắc, Tắc Ước, Hạ Ba Lạc, Lỗ Cơ, Lý Tử, Bắc Sơn, Tây Hà, Thả Tha, Bác Lạc Lạp Đạt, Sa Mã Lạp Đạt, Ba Cửu, Lạc Mạc, Y Lạc, Nhiệt Kha Y Đạt, Ngạch Ni, Nhạc Vũ |
| Miện Ninh | Nhai đạo |
| Miện Ninh | Cao Dương |
| Miện Ninh | Trấn |
| Miện Ninh | Mạn Thủy Loan, Đại Kiều, Phục Hưng, Lô Cô, Di Hải, Thạch Long, Hà Biên, Cẩm Bình, Lý Trang, Huệ An, Hoành Mô, Trạch Viễn, Nhược Thủy, Miên Sa, Ma Phòng Câu |
| Miện Ninh | Hương |
| Miện Ninh | Tân Hưng, Kiện Mỹ |
| Miện Ninh | Hương dân tộc |
| Miện Ninh | Hòa Ái |
| Việt Tây | Trấn |
| Việt Tây | Việt Thành, Trung Sở, Tân Dân, Nãi Thác, Phổ Hùng, Đại Thụy, Trúc A Giác, Thư Cổ, Y Lạc Địa Bá, Nam Thiến |
| Việt Tây | Hương |
| Việt Tây | Tân Hương, Mã Tha, Đinh Sơn, Đại Hoa, Hà Đông, Tây Sơn, Bản Kiều, Ngõa Nham, Đại Truân, Bạch Quả, Mai Hoa, Lạp Phổ, Thiết Tây, Nhĩ Giác, Tứ Cam Phổ, Cống Mạc, Lạp Bạch, Nhạc Thanh Địa, Đức Cát, Nhĩ Tái, Bảo Thạch, Ngũ Lý Phiến, Ngõa Phổ Mạc, Thân Quả, Ngõa Khúc Giác, Thân Phổ, Lạp Cát |
| Việt Tây | Hương dân tộc |
| Việt Tây | Bảo An |
| Cam Lạc | Trấn |
| Cam Lạc | Tân Thị Bá, Điền Bá, Hải Đường, Cát Mễ, Tư Giác, Phổ Xương, Ngọc Điền, Ô Sử Đại Kiều, Tô Hùng |
| Cam Lạc | Hương |
| Cam Lạc | Tân Trà, Đoàn Kết, Dát Nhật, Sa Đại |
| Mỹ Cô | Trấn |
| Mỹ Cô | Ba Phổ |
| Mỹ Cô | Hương |
| Mỹ Cô | Giác Lạc, Tỉnh Diệp Đặc Tây, Hợp Cô Lạc, Ba Cổ, Nông Tác, Tá Qua Y Đạt, Tử Uy, Y Lạc Lạp Đạt, Điển Bổ, Cáp Lạc, Ngưu Ngưu Bá, Nhĩ Hợp, Trúc Khố, Hậu Cổ Mạc, Hậu Bá Nãi Tha, Thải Hồng, Tô Lạc, Cửu Khẩu, Lạc Nga Y Cam, Lạp Mộc A Giác, Lạc Mạc Y Đạt, Liễu Hồng, Nhạc Ước, Nhĩ Kỳ, Ngõa Cổ, Nga Khúc Cổ, Bỉnh Đồ, Tha Mộc, Ni Cáp, Long Môn, Y Quả Giác, Sái Khố, Ngõa Tây, Thụ Oa, Long Oa                                                                                              |
| Lôi Ba | Trấn |
| Lôi Ba | Cẩm Thành, Tây Ninh, Vấn Thủy, Hoàng Lang, Kim Sa, Vĩnh Thịnh, Độ Khẩu, Mã Cảnh Tử, Thượng Điền Bá, Ngõa Cương, Bảo Sơn |
| Lôi Ba | Hương |
| Lôi Ba | Thiến Khẩu, Cam Tử, Quế Hoa, Sơn Lăng Cương, Cốc Đôi, Lạp Mễ, Thiên Vạn Quán, Mạc Hồng, Ba Cô, Tạp Cáp Lạc |
| Mộc Lý | Trấn |
| Mộc Lý | Kiều Ngõa, Ngõa Hán, Trà Bố Lãng, Nhã Lung Giang, Thủy Lạc, Liệt Ngõa |
| Mộc Lý | Hương |
| Mộc Lý | Bác Khoa, Ninh Lãng, Y Cát, Ly Ngưu Bình, Lý Tử Bình, Tây Thu, Khắc Nhĩ, Tam Giác Nha, Khỏa Ba, Tạp Lạp, Hậu Sở, Sa Loan, Mạch Nhật, Đông Lãng, Đường Ương, Bác Oa |
| Mộc Lý | Hương dân tộc |
| Mộc Lý | Nga Á, Ốc Cước, Hạng Cước, Bạch Điêu, Cố Tăng |